# Mangifera sylvatica
Mangifera sylvatica (tiếng Anh thường gọi là Himalayan Mango, Pickling Mango, hoặc Nepal Mango) là một loài thực vật thuộc họ Anacardiaceae. Loài này có ở Bangladesh, Campuchia, Trung Quốc, Ấn Độ, Myanmar, Nepal, và Thái Lan.

## Hình ảnh

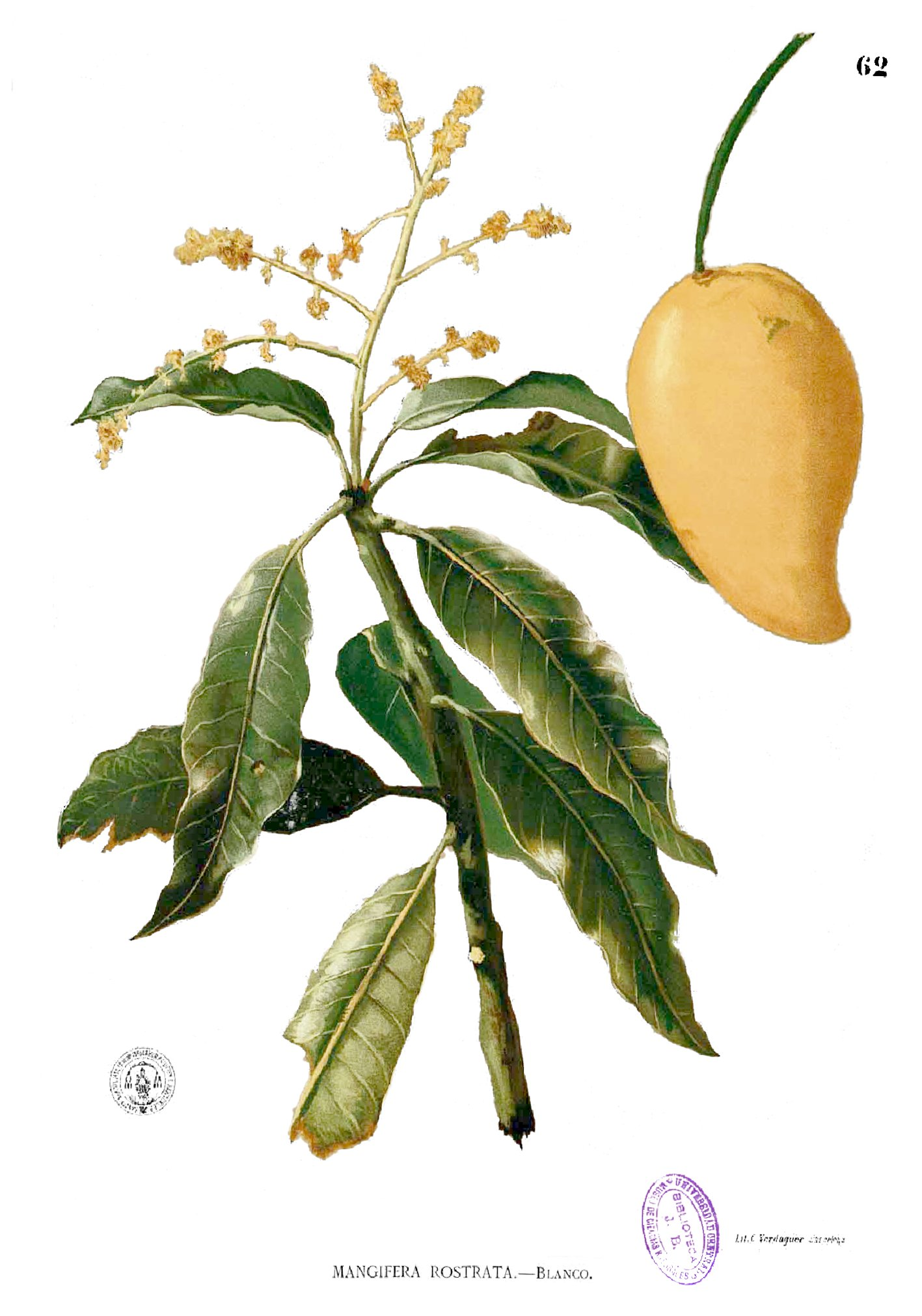
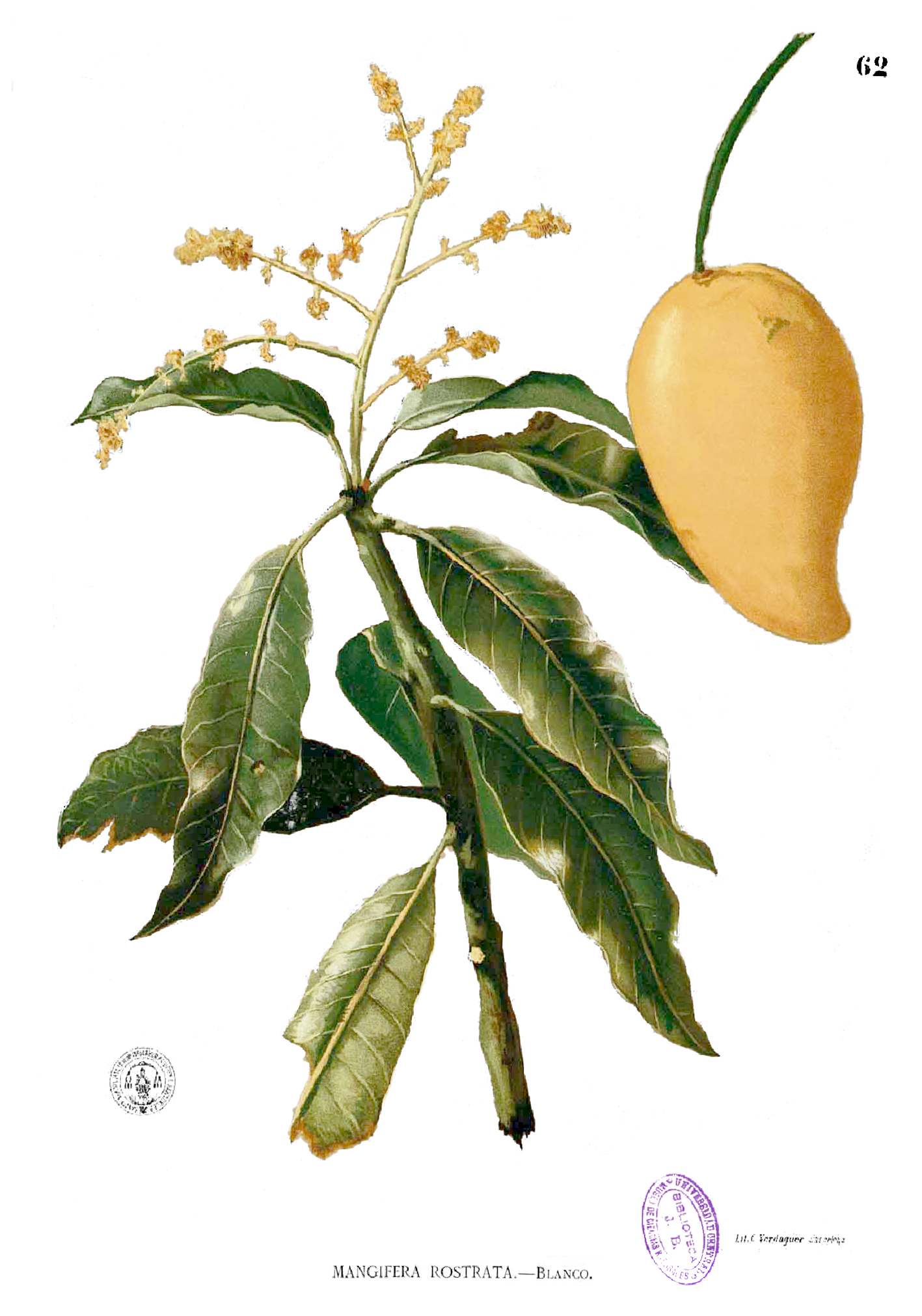